# Mayo Hibi
Mayo Hibi (jap. 日比 万葉 Hibi Mayo; * 3. April 1996 in Toyonaka, Osaka) ist eine japanische Tennisspielerin.

## Karriere
Hibi begann mit sieben Jahren mit dem Tennissport, ihr bevorzugter Belag ist der Hartplatz. Sie spielt überwiegend Turniere auf der ITF Women’s World Tennis Tour, bei der sie bislang acht Einzel- und einen Doppeltitel gewann.
2015 überstand sie bei den US Open erstmals die Qualifikation bei einem Grand-Slam-Turnier; sie kam im Hauptfeld aber nicht über die erste Runde hinaus.

## Turniersiege

### Einzel
| Nr. | Datum             | Turnier                  | Kategorie   | Belag     | Finalgegnerin     | Ergebnis      |
| --- | ----------------- | ------------------------ | ----------- | --------- | ----------------- | ------------- |
| 1.  | 3. Juni 2012      | Hilton Head Island       | ITF $10.000 | Hartplatz | Jessica Moore     | 6:3, 6:1      |
| 2.  | 9. Juni 2013      | Las Cruces               | ITF $25.000 | Hartplatz | Petra Rampre      | 6:3, 6:0      |
| 3.  | 6. Juli 2013      | Sacramento               | ITF $50.000 | Hartplatz | Madison Brengle   | 7:5, 6:0      |
| 4.  | 21. Juni 2015     | Sumter                   | ITF $25.000 | Hartplatz | Lauren Embree     | 6:4, 3:6, 6:4 |
| 5.  | 21. Januar 2017   | Petit-Bourg (Guadeloupe) | ITF $15.000 | Hartplatz | Giuliana Olmos    | 6:3, 6:0      |
| 6.  | 2. April 2017     | Kōfu                     | ITF $25.000 | Hartplatz | Han Na-lae        | 5:7, 6:3, 6:2 |
| 7.  | 13. Mai 2018      | Goyang                   | ITF $25.000 | Hartplatz | Liang En-shuo     | 6:3, 6:3      |
| 8.  | 10. November 2019 | Las Vegas                | ITF $60.000 | Hartplatz | Anhelina Kalinina | 6:2, 5:7, 6:2 |

### Doppel
| Nr. | Datum           | Turnier                  | Kategorie   | Belag     | Partnerin  | Finalgegnerinnen                             | Ergebnis          |
| --- | --------------- | ------------------------ | ----------- | --------- | ---------- | -------------------------------------------- | ----------------- |
| 1.  | 20. Januar 2017 | Petit-Bourg (Guadeloupe) | ITF $15.000 | Hartplatz | Carol Zhao | Emilie Francati Charlotte Robillard-Millette | 2:6, 7:66, [11:9] |